# パンドゥール (駆逐艦)
パンドゥール (SMS Pandur) はオーストリア＝ハンガリー帝国海軍の駆逐艦。フサール級。

## 艦歴
1907年8月2日起工。1908年10月25日進水。1909年1月31日竣工。

### 第一次世界大戦
1914年11月2日にフランス艦隊がヴィス島に現れると、「パンドゥール」は巡洋艦「ヘルゴラント」以下の艦艇と共に出撃している。
1915年4月24日、「パンドール」はBojana川河口の掃海からの帰投途中にモンテネグロの沿岸砲から砲撃されたが被弾はなかった。
8月11日、「パンドゥール」はモルフェッタを砲撃した。
12月5日、巡洋艦「ノファラ」と駆逐艦「パンドゥール」、「トゥルル」、「フサール」、「Warasdiner」、水雷艇3隻はSan Giovanni di Meduaを攻撃。「パンドゥール」と「フサール」は港内の船を攻撃し、この攻撃で汽船3隻と帆船5隻（または内燃機船「Thira」と機帆船6隻）が沈んでいる。
1916年5月3日、水上機によるラヴェンナ空襲支援のため出撃中の駆逐艦「パンドゥール」「ヴェレビト」、「チコーシュ」、「シャルフシュツェ」、水雷艇「76T」、「92F」、「93F」、「98M」、「99M」、「100M」はイタリア駆逐艦「Rossarol」、「Pepe」、「Missori」、「Nullo」と交戦し、「チコーシュ」が軽微な損害を受けた。
12月27日、潜水艦「Ub.16」をコトル湾からプーラへ曳航。
1917年3月21日、プーラからスプリト近くのPoljudへ曳航された浮きドックを護衛。
1918年5月、「パンドゥール」と駆逐艦「トゥルル」、「フサール」、「レカ」はコマンド部隊を上陸させてMutignano・シルヴィ間の鉄道橋を破壊する作戦に従事。5月9日に「フサール」から部隊が上陸したが、敵の攻撃を受けて撤退した。
戦後は1920年にフランスに引き渡され、トゥーロンで解体された。

## 要目（1913年以降）
- 長さ：68.38m
- 幅：6.25m
- 満載排水量：414トン
- 速力：28.4ノット
- 兵装：45口径7cm砲1、30口径7cm砲5、45cm魚雷発射管2

出典